# نیکو کلس
نیکو کلس (انگلیسی: Nico Klaß؛ زادهٔ ۳ آوریل ۱۹۹۷) بازیکن فوتبال اهل آلمان است.